# Гвинн, Джулия
Джулия Ронья Гвинн (нем. Giulia Ronja Gwinn; род. 2 июля 1999, Тетнанг) — немецкая футболистка, полузащитник клуба «Бавария» и сборной Германии.

## Карьера
Джулия родилась 2 июля 1999 года. У неё есть три старших брата, по примеру которых она начала играть в футбол. В детстве Гвинн также занималась тхэквондо и гандболом. С восьми лет она играла за различные детские команды. Перед началом сезона 2015/16 Джулия вместе с подругой команде Яниной Минге перешла из «Вайнгартена» в «Фрайбург». В 2016 году в составе сборной Германии возрастной категории до 17 лет она стала победительницей чемпионата Европы и играла на чемпионате мира.
В составе «Фрайбурга» Джулия играла с 2015 по 2019 год. В сезоне 2018/19 вместе с командой она стала финалисткой Кубка Германии. В феврале 2019 года было объявлено о том, что после завершения чемпионата мира Гвинн перейдёт в мюнхенскую «Баварию», контракт с которой заключён до 2022 года.
На мировом первенстве 2019 года, который проходил в июне во Франции, Джулия в первом матче группового турнира против сборной Китая забила единственный гол и принесла победу своей сборной со счётом 1:0.

## Достижения

### Клубные

#### «Бавария»
- Победительница чемпионата Германии: 2020/21, 2022/23, 2023/24
- Обладательница суперкубка Германии: 2024

### В сборной
- Серебряный призёр Чемпионата Европы: 2022
- Бронзовый призёр Летних Олимпийских игр: 2024
- Бронзовый призёр Лиги наций: 2023/24